# Heterodontus omanensis
Heterodontus omanensis ist ein kleiner Hai, der nur von drei im Jahr 2004 gefangenen Exemplaren bekannt ist. Er kommt in einer Tiefe von rund 72 Metern bei der Insel Masira an der Küste Omans und Pakistans vor.

## Merkmale
Heterodontus omanensis erreicht eine Länge von 60 Zentimetern. Die präparierten Typusexemplare sind braun, mit einer helleren Unterseite und zahlreichen helleren Flecken. Auf dem Kopf haben sie einen, auf dem Rücken drei dunkle Sattelflecken. Durch diese Flecken unterscheiden sie sich eindeutig von anderen Stierkopfhaien. Die Kopflänge macht 24,8 % der Standardlänge aus. Die äußeren Nasenlöcher sind klein und birnenförmig, die Spritzlöcher sind klein und erreichen einen Durchmesser von 3 bis 4 Millimetern. Sie befinden sich schräg unterhalb der Augen. Im Oberkiefer befinden sich 30 bis 38 Zähne, 31 bis 35 im Unterkiefer. Die beiden relativ kleinen Rückenflossen sind dunkel, ihnen geht ein weißer Dorn voraus. Die  Brustflossen sind groß. Heterodontus omanensis hat 98 Wirbel.
Die fast zehn Zentimeter langen, rautenförmigen Eikapseln von Heterodontus omanensis werden von zwei Kanten begrenzt, die wie bei anderen Arten der Gattung spiralig verdreht sind. An der Unterseite der Eikapseln finden sich zwei, mehr als einen Meter lange Haltefäden.